# اکشن‌اسکریپت
اکشن‌اسکریپت ActionScript زبان برنامه نویسی برای فلش‌پلیر می‌باشد که تعامل با کاربر، پردازش و نگهداری اطلاعات و غیره را در زمان اجرا به عهده دارد .AS بر پایه ECMAScript است که معمولاً به صورت بایت کد توسط compiler درون فایل ذخیره گردیده و درrun-time توسط ActionScript Virtual Machine ترجمه و اجرا می‌شود. AS مدل پیشرفته و قوی را از یک زبان برنامه نویس ارائه می‌کند که برای بسیاری از توسعه دهندگان وب و برنامه نویسان با اندکی دانش ازobject-oriented programming آشنا و راحت خواهد بود .